# Wayne Cottrell

a Compétitions nationales et continentales officielles uniquement.

b Matchs officiels uniquement.
Wayne David Cottrell, né le 30 septembre 1943 à Christchurch en Nouvelle-Zélande et mort le 22 mai 2012 à Christchurch, est un joueur néo-zélandais de rugby à XV. Il joue avec les All Blacks de 1968 à 1971 évoluant au poste de centre.

## Biographie
Wayne Cottrell débute à l'âge de 20 ans avec Canterbury; la concurrence est rude mais ses qualités lui permettent de jouer puis de s'imposer comme titulaire à compter de la saison 1966. Il dispute 72 matchs avec la province jusqu'à sa retraite. 
Wayne Cottrell dispute ses premiers matchs avec l'équipe de Nouvelle-Zélande lors de la saison 1967 lors d'une tournée dans les îles britanniques et en France. Il ne dispute pas de test-match. Sa première cape officielle a lieu le 15 juin 1968 à l’occasion d'un test-match contre l'Australie. Il joue contre la France cette même année et contre l'Afrique du Sud en 1970. Il dispute les quatre test-matchs de la tournée de l'équipe des Lions britanniques en Nouvelle-Zélande, en 1971. Il dispute son dernier test match avec l'équipe de Nouvelle-Zélande le 14 août 1971 à cette occasion.

## Statistiques en équipe nationale
- Nombre de test matchs avec les All Blacks :  9
- Nombre total de matchs avec les All Blacks : 37
- 6 points, 1 essai, 1 drop avec les All Blacks en test matchs
- 33 points, 9 essais, 2 drops en matchs avec les All Blacks